# Вугли
Вугли́ — село в Україні,  у Хмільницькій міській громаді Хмільницького району Вінницької області. Населення становить 352 осіб.
Поблизу села знаходиться заповідне урочище Березнянський ліс. Також у селі знаходиться старенька  дерев'яна церква, приблизний рік побудови 1913 року.

## Історія
12 червня 2020 року, відповідно до Розпорядження Кабінету Міністрів України № 707-р, «Про визначення адміністративних центрів та затвердження територій територіальних громад Вінницької області», увійшло до складу Хмільницької міської громади.
19 липня 2020 року, в результаті адміністративно-територіальної реформи і ліквідації колишнього Хмільницького району(1923-2020), село увійшло до складу новоутвореного Хмільницького району.